# Watch You Sleep
Watch You Sleep è un singolo della cantante norvegese Girl in Red, pubblicato il 23 gennaio 2019.

## Tracce
1. Watch You Sleep – 3:00